# 張合
張合（1506年—1553年），字懋觀，又字极观，號賁所，雲南永昌府官籍，應天府江寧縣人，明朝詩人、政治人物。

## 生平
治《書經》，嘉靖元年（1522年），由國子生中式壬午科雲貴鄉試第一名舉人，年二十七歲中式嘉靖十一年（1532年）壬辰科會試第一百四十名，二甲第六名進士。禮部觀政，授户部山西司主事，改兵部职方司主事，十二年母亲狄安人去世丁憂，十五年服除，改吏部稽勋司，調考功司，十七年父亲张志淳去世，归家守制，再丁嫡母沈淑人之忧，二十三年起復考功司主事，不久升稽勋司署員外郎，嘉靖二十四年（1545年）四月陞福建僉事，遷貴州參議，升湖廣副使，三十二年正月考察閑住，不久病逝，年四十八歲，

## 家族
曾祖張宗；祖張昺，贈吏部郎中；父張志淳，南京戶部右侍郎致仕；嫡母沈氏（封宜人）；生母狄氏。具慶下，妻何氏，兄張含（貢士）。

## 著作
工詩。有《贲所诗集》、《游宦杂抄》等。其诗作散见于《明诗纪事》。